# Ковалёв, Иосиф Иванович
Иосиф Иванович Ковалёв (1912—1996) — советский работник сельского хозяйства Челябинской области, Герой Социалистического Труда (1957).

## Биография
Родился в 1912 году в посёлке Катенинском. Член ВКП(б).
С 1929 год а — на хозяйственной, общественной и политической работе. В 1930—1972 гг. — конюх, прицепщик, плотник, гуртоправ, механизатор, окончил курсы трактористов при Варненской МТС, участник советско-финской войны. С 1941 по 1942 годы сражался на фронтах Великой Отечественной войны, участник Ржевской битвы, в августе 1942 года был тяжело ранен. В 1943 году демобилизован по инвалидности (в госпитале была ампутирована нога).
Вернулся в Челябинскую область и работал трактористом в поселке Новом на конезаводе № 146, участник освоения целины, тракторист Брединского совхоза Брединского района Челябинской области.
Указом Президиума Верховного Совета СССР от 11 января 1957 года присвоено звание Героя Социалистического Труда с вручением ордена Ленина и золотой медали «Серп и Молот».
Избирался депутатом Верховного Совета РСФСР 5-го созыва.
Умер 6 мая 1996 года в посёлке Маяк Брединского района. Похоронен там же.